# Merck Group
Merck Group, відома як Merck, є німецькою транснаціональною науково-технічною компанією зі штаб-квартирою в Дармштадті. Merck налічує близько 60 000 співробітників і присутня в 66 країнах світу. До групи входить близько 250 компаній; головною компанією є Merck KGaA в Німеччині. Компанія розділена на три бізнес-лінії: Охорона здоров'я, Науки про життя та Електроніка. Merck була заснована в 1668 році і є найстарішою у світі діючою хіміко-фармацевтичною компанією, а також однією з найбільших фармацевтичних компаній у світі..
Merck працює в Європі, Африці, Азії, Океанії та Америках. Вона має великі центри досліджень і розробок в Дармштадті, Бостоні, Токіо і Пекіні, а також інші підрозділи з досліджень і розробок в Ізраїлі, Франції, Тайвані, Південній Кореї, Індії і Великій Британії. Компанія Merck стала піонером комерційного виробництва морфію у 19 столітті і деякий час мала фактичну монополію на кокаїн.
Merck була приватною компанією до виходу на Франкфуртську фондову біржу в 1995 році і входить до індексу провідних компаній Німеччини DAX. Сім'я Мерк досі контролює більшість у 70,3% акцій компанії. Група Merck включає близько 250 компаній у 180 країнах; нинішня головна материнська компанія групи з 1995 року називається Merck KGaA, а сама в основному належить колишній головній материнській компанії E. Merck oHG, яка зараз працює як холдингова компанія.